# Laser Radial

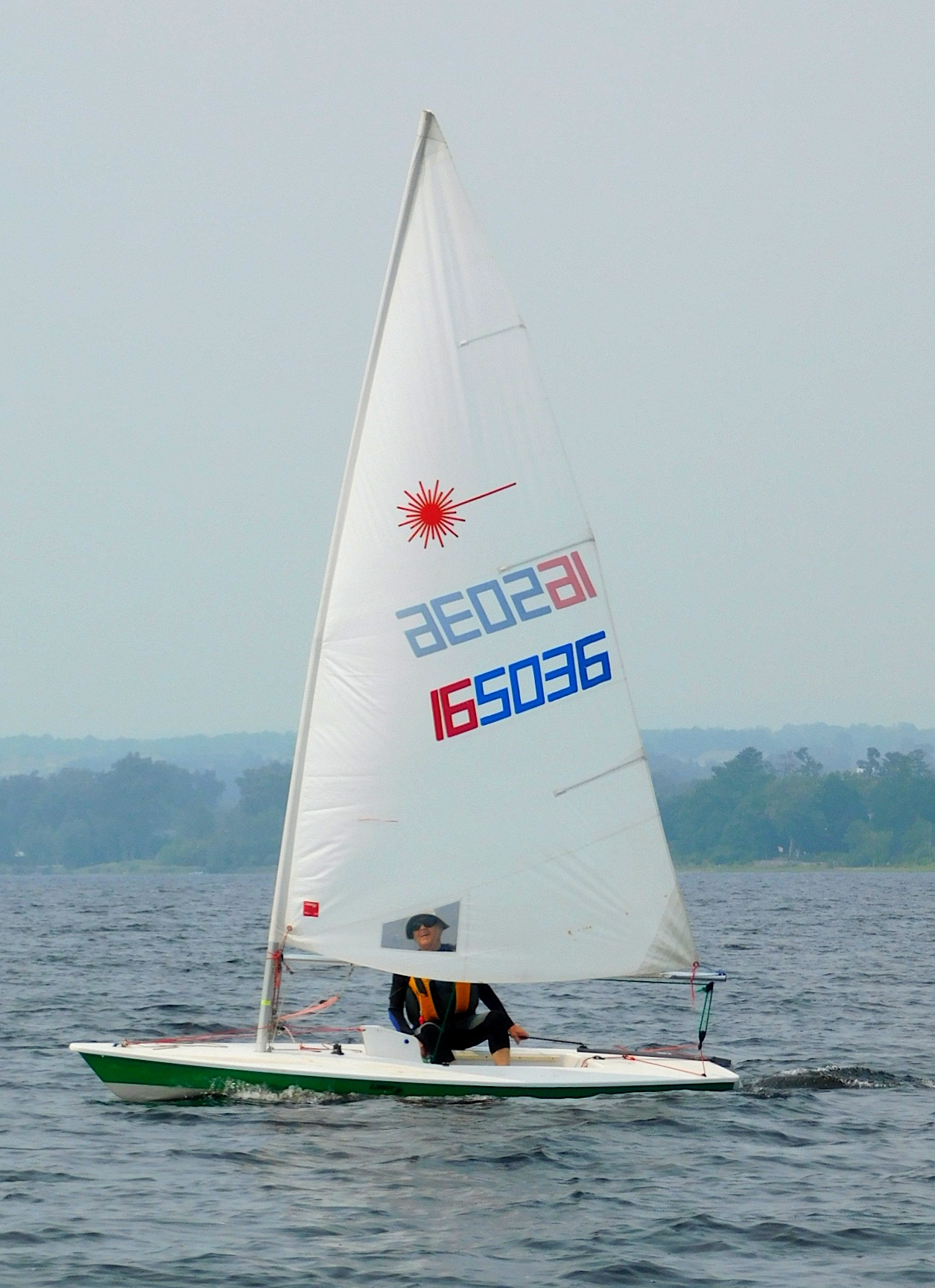
Embarcação da classe Laser Radial

Laser Radial ou ILCA 6 é uma classe popular de pequeno bote à vela de design único, originalmente construída pela LaserPerformance. É um barco de mão única, o que significa que é navegado por uma pessoa. O Laser Radial é uma variante do Laser Standard, com mastro mais curto e área de vela reduzida, permitindo que velejadores leves naveguem em ventos fortes. A Classe Internacional é reconhecida pela Federação Internacional de Vela.
O Laser Radial foi escolhido para a disciplina feminina sozinha nos Jogos Olímpicos de Verão, começando com a regata dos Jogos de 2008 em Qingdao, China.